# ماریلیانلا
ماریلیانلا (به ایتالیایی: Mariglianella) یک کومونه در ایتالیا است که در استان ناپل واقع شده‌است.

## خصوصیات
ماریلیانلا ۳٫۲ کیلومترمربع مساحت و ۶٬۶۶۲ نفر جمعیت دارد.

## خواهرخوانده
شهر لاکرونیا خواهرخواندهٔ ماریلیانلا هست.